# The Perfect World Foundation
The Perfect World Foundation (TPW) är en ideell organisation med huvudkontor i Sverige med världen som arbetsområde. Organisationen arbetar med att öka kunskapsnivån samt att samla in pengar för att stötta olika krisdrabbade djur och naturområden för att bevara vår planets Biologiska mångfald. Organisationen grundades formellt 2010. Organisationen är innehavare av 90-konto som drivs av svensk insamlingskontroll och är även godkända av FRII Frivilligorganisationernas Insamlingsråd.

## Evenemang
År 2014 arrangerade organisationen Sveriges största insamlingsgala för Noshörningar ”Save The Rhino”  som följdes upp 2016 med en gala för att rädda Elefanter ”Save The Elephant” 2017 med galan Save The Ocean, 2018 med Polar Bear Ball och 2022 med The Arctic Ocean Gala.
Bland dem som medverkat och stöttat  välgörenhetsgalorna finner man bland andra kronprinsessan Victoria och hertiginnan av York.

### The Perfect World Foundation Award
The Perfect World Foundation delar varje år ut hedersutmärkelsen till en framstående person som betydande bidragit till att bevara vår naturliga värld. Pristagaren har också, och kanske allra viktigast, bidragit till att öka den globala medvetenheten kring vikten av att skydda våra vilda djur, vår natur och miljö, för att säkra en hållbar framtid för vår planet och alla dess invånare. 
Priset består av en glasstatyett föreställande en noshörning, tillverkad av Kosta Boda.

#### Pristagare
- Mark Shand (2014)[8]
- Jane Goodall (2015)[9]
- Richard Leakey (2016)[10]
- Sylvia Earle (2017)[11]
- David Attenborough (2018)[12][13]
- Greta Thunberg (2019)[14]
- Wangari Maathai (2020)[15]
- Dian Fossey(2021)[16]
- Albert II av Monaco (2022)[17][18][19]
- Kristin Davis (2023) [20][21]
- Ellie Goulding (2024)